# 盈江地震 (2011年)
盈江地震（えいこうじしん）は、2011年3月10日に、中華人民共和国の雲南省盈江県で発生した地震。
マグニチュード5.4。死者は25人。